# هایدی رایشینک
هایدی رایشینک (آلمانی: [ˈhaɪdi ˈʁaɪçinɛk] ; زادۀ ۱۹ آوریل ۱۹۸۸ - ) یک سیاستمدار آلمانی و عضو بوندستاگ از حزب چپ (Die Linke) است.
از سال ۲۰۲۴، او به همراه سورن پلمن، به عنوان رهبر حزب چپ در بوندستاگ فعالیت می‌کند.

## زندگی‌نامه
رایشینک از دوران نوجوانی به سیاست علاقه‌مند شد و مخالف اصلاحات هارتس IV بود و از برابری زنان و رفاه اجتماعی حمایت می‌کرد.
او در دوران دانشجویی، یک ترم را در قاهره گذراند و در میانه‌ی بهار عربی، شاهد انقلاب مصر بود. این تجربه علاقه‌ی او به سیاست را بیش از پیش تقویت کرد.
رایشینک در سال ۲۰۱۵ به حزب دی لینک (چپ‌ها) پیوست و یک سال بعد به عضویت شورای شهر اوسنابروک انتخاب شد.
او در انتخابات ایالتی نیدرزاکسن در سال ۲۰۱۷ شرکت کرد و در رتبه هفتم فهرست حزبی قرار گرفت، اما موفق به ورود به پارلمان ایالتی نشد.
در سال ۲۰۱۹، به عنوان رئیس شاخه نیدرزاکسن حزب دی لینک انتخاب شد.
رایشینک در انتخابات فدرال ۲۰۲۱ در حوزه‌ی انتخابیه شهر اوسنابروک نامزد شد. او در جایگاه پنجم قرار گرفت اما از طریق فهرست ایالتی به بوندستاگ راه یافت.
در داخل حزب، از حامیان سارا واگن‌کنشت محسوب می‌شد و در سال ۲۰۱۹ نامه‌ای سرگشاده را در حمایت از قدردانی از فعالیت‌های سیاسی واگن‌کنشت امضا کرد.
در کنگره فدرال حزب چپ در ژوئن ۲۰۲۲، برای ریاست مشترک حزب نامزد شد اما موفق نشد. او ۱۹۹ رأی (۳۵.۸٪) کسب کرد، در حالی که ژانین ویسلر، رئیس وقت حزب، با ۳۱۹ رأی (۵۷.۵٪) مجدداً انتخاب شد.
در فوریه ۲۰۲۴، هایدی رایشینک به همراه سورن پلمن به عنوان رهبران مشترک گروه سازمان‌دهی‌شده جدید حزب چپ در بوندستاگ انتخاب شد.
او در این رقابت، کلارا بوئنگر را با اختلاف یک رأی شکست داد و با نتیجه ۱۴ رأی در برابر ۱۳ رأی پیروز شد.
او به همراه یان فان آکن به عنوان یکی از دو نامزد اصلی حزب دی لینک در انتخابات فدرال آلمان ۲۰۲۵ معرفی شد.
در ژانویه ۲۰۲۵، هایدی رایشینک به دلیل نطق تند خود در بوندستاگ که در آن حزب اتحادیه دموکرات مسیحی (CDU) را به همکاری با حزب راست افراطی آلترناتیو برای آلمان (AfD) متهم کرد، به‌شدت مورد توجه قرار گرفت.
او CDU را متهم کرد که با حمایت از لایحه‌ای برای اعمال محدودیت‌های شدیدتر بر مهاجران غیرقانونی، در واقع “راه را برای احیای فاشیسم هموار می‌کند”.
ویدیوی این سخنرانی بیش از ۳۰ میلیون بازدید در تیک‌تاک دریافت کرد و به افزایش حمایت از حزب چپ (Die Linke) در نظرسنجی‌ها و میان جوانان چپ‌گرا در اوایل ۲۰۲۵، درست پیش از انتخابات فدرال، کمک کرد.
حضور در کارزارهای انتخاباتی و سخنرانی‌های رایشینک افزایش چشمگیری یافت، تا جایی که روزنامه دی تاگس‌تسایتونگ او را “ستاره شبکه‌های اجتماعی” حزب چپ نامید.
رایشینک به عنوان رهبر، رسیدگی به نابرابری اقتصادی در آلمان، از جمله ملی کردن مسکن بدون غرامت، قانونی کردن مواد مخدر سخت، دوبرابر کردن مزایای بیکاری و اعمال محدودیت‌های شدیدتر اجاره را در اولویت قرار داده است. رایشینک از سیاست های اجتماعی مترقی مانند حمایت از لقاح مصنوعی، به رسمیت شناختن همه جنسیت ها، دسترسی آسان تر به مراقبت های تایید کننده جنسیت، و حمایت از "اتحادیه‌های کارگری دگرباش" حمایت می‌کند. او همچنین پس از مخالفت واگنکنشت با قانون حمایت از حقوق ترنس ها، از زارا واگنکنشت، چپ گرای دیگر نیز انتقاد کرده است. رایشینک همچنین از افزایش بازتوزیع اقتصادی، پذیرش پناهندگانی که به دنبال پناهندگی در آلمان هستند و جرم زدایی از سقط جنین حمایت می کند.

## زندگی شخصی و رسانه‌های اجتماعی
هایدی رایشینک خالکوبی بزرگی از چهره‌ی رزا لوکزامبورگ، نماد تاریخی مارکسیسم، روی بازوی خود دارد.
هایدی حضور فزاینده‌ای در شبکه‌های اجتماعی دارد و بیش از یک میلیون دنبال‌کننده در پلتفرم‌های مختلف جمع‌آوری کرده است.
او با انتشار ویدیوهای کوتاه سیاسی، گاهی تحریک‌آمیز، یکی از پربازدیدترین سیاستمداران در تیک‌تاک محسوب می‌شود.

## “نطق دیوار آتش” و رشد چشمگیر در شبکه‌های اجتماعی
رایشینک با سخنرانی‌ای در واکنش به مناقشه پیرامون قانون محدودیت ورود مهاجران – که به عنوان “نطق دیوار آتش” شناخته می‌شود – میلیون‌ها بازدید در شبکه‌های اجتماعی کسب کرد.
پس از این سخنرانی، شمار دنبال‌کنندگان او به شکل قابل‌توجهی افزایش یافت:
- اینستاگرام: از ۱۳۰ هزار نفر به ۲۸۸ هزار نفر
- تیک‌تاک: از ۳۴۸ هزار نفر به ۴۶۰ هزار نفر

## تأثیر بر انتخابات ۲۰۲۵
نشریه اشترن گزارش داد که فعالیت‌های او در شبکه‌های اجتماعی، نیرویی تازه به حزب دی لینک بخشیده و در آستانه انتخابات فدرال ۲۰۲۵، به محبوبیت حزب کمک کرده است.
در ژانویه ۲۰۲۵، رپرهای MC Smook و Fruity Luke آهنگی با عنوان “Heidi Reichinnek (Freestyle)” منتشر کردند. در متن ترانه، نام هایدی رایشینک به طور مستقیم آورده شده و بخشی از شعر به این صورت است:
“به فقرا بده، به طبقه متوسط بده، از ثروتمندان بگیر – وقتی فکر می‌کنم، می‌خواهم مثل هایدی رایشینک فکر کنم – بله، من همه مزخرفات راست‌گرایان را رد می‌کنم.” رایشینک و این دو خواننده رپ همچنین در یک ویدیوی مشترک TikTok ظاهر شدند.